# Snap (canção)
"Snap" (em português: Estalo) é a canção da artista Rosa Linn que representou a Arménia no Festival Eurovisão da Canção 2022 que teve lugar em Turim. A canção foi selecionada através de uma seleção interna. Na semifinal do dia 10 de maio, a canção qualificou-se para a final, terminando a competição em 20º lugar com 61 pontos.

## Certificações
| Região                                                        | Certificação | Vendas   |
| ------------------------------------------------------------- | ------------ | -------- |
| Brasil (Pro-Música Brasil)                                    | 2× Diamante  | 320.000‡ |
| ‡vendas+valores de streaming baseados somente na certificação |              |          |